# Marika Hedin
Sonja Marika Hedin, född 4 april 1964, är en svensk historiker.
Marika Hedin blev Master of Arts vid University of Notre Dame i USA 1990 och disputerade i historia vid Stockholms universitet 2002. Hon fick sedan en postdoktoral tjänst vid Cambridge University som visiting fellow vid Clare Hall College och valdes till life member vid Clare Hall 2006. År 2012 utnämndes hon till teknologie hedersdoktor vid Uppsala universitet.  Hedin har varit verksam som styrelseledamot i bland annat Fulbrightkommissionen, Nobelmuseet, Linnémuseet, Svenska historiska föreningen, Nationalkommittén för teknik och vetenskapshistoria vid Kungliga Vetenskapsakademien, Stiftelsen Vasa Rediviva, Zornmuseet], International Congress of Maritime Museums samt European Foundation Centre/Philea.  Sedan 2018 är hon ledamot i Kungliga samfundet för utgivande av handskrifter rörande Sveriges historia och sedan 2024 invald ledamot i Kungliga Vetenskapsakademien, klass X.  Hon är sedan december 2024 rådgivare åt styrelsen för Calouste Gulbenkian Foundation med säte i Lissabon, Portugal.
Hedin blev 2008 förste intendent och sedan publik chef vid Nobelmuseet i Stockholm. 2003–2005 var hon huvudsekreterare för Whiplashkommissionen men återvände sedan till Nobelmuseet. Hon var chef för Vasamuseet i Stockholm 2009–2014 och chef för Uppsala universitetsmuseum Gustavianum 2014–2019. I februari 2019 tillträdde hon tjänsten som VD för Riksbankens Jubileumsfond.